# 8-й дивізіон кораблів охорони рейду (Україна)
8-й дивізіон кораблів охорони рейду (8 ДнКОР, в/ч А1228) — постійне військове формування кораблів охорони рейду Військово-Морських Сил України з місцем базування на ВМБ «Намив» м. Очаків Миколаївської області. До 2018 року частина 8-го дивізіону охорони та забезпечення Південної військово-морської бази (8 ДнОтЗ Південної ВМБ). 

## Історія
Після окупації Кримського півострова, весною 2014 року звідти були виведенні залишки 8-го дивізіону суден забезпечення (в/ч А4288, смт Новоозерне, Донузлав) Південної ВМБ (в/ч А2506) та 18-го дивізіону суден забезпечення (в/ч А4424, м. Севастополь, бухта Стрілецька) Севастопольської ВМБ (в/ч А4408). Новими місцями їх розташування стали порт міста Миколаїв, куди була переміщенна Південна військово-морська база і пункт базування ВМС України Очаків (Миколаївська область).  
Протягом 2018-2019 років особовий склад цих частин а також судна і катери стали основою переформованих, двох нових частин — 8 дивізіон кораблів охорони рейду (в/ч А1228), з місцем базування на ВМБ «Намив» м. Очаків Миколаївської області та 31 дивізіон суден забезпечення (в/ч А1728) з місцем базування на ВМБ «Південь» м. Одеса. 

## Структура
Склад дивізіону на кінець 2021 року:
- Артилерійський катер «АКА-03» (Р171, в/ч А1228В)
- Морське водолазне судно проєкту 535 «Нетішин» (б/н А700, в/ч А3053Н)
- Середній морський транспорт проєкту 1849 «Горлівка» (б/н А753, в/ч А1228К)
- Рейдовий водолазний катер проєкту 722У «Добропілля» (б/н А854, в/ч А1228К)
- Буксирний катер проєкту Т63-ОЖ «Новоозерне» (б/н А942)

## Командування
- капітан ? рангу Марков Дмитро Володимирович (2016 — 2017)
- капітан 3 рангу Лісовий Володимир Володимирович (2018)[1]